# Llanilar
Llanilar est un village et une communauté du Ceredigion, au pays de Galles.

## Géographie
Llanilar est situé dans le nord du Ceredigion, sur la rive gauche de l'Ystwyth, à une dizaine de kilomètres au sud-est de la ville d'Aberystwyth.
La communauté de Llanilar comprend aussi le village de Rhos-y-garth (en).

## Démographie
Au recensement de 2011, la communauté de Llanilar comptait 1 085 habitants.